# Megaselia styloprocta
Megaselia styloprocta är en tvåvingeart som först beskrevs av Schmitz 1921.  Megaselia styloprocta ingår i släktet Megaselia och familjen puckelflugor. Arten är reproducerande i Sverige. Inga underarter finns listade i Catalogue of Life.